# 大谷神社 (館林市)
大谷神社（おおやじんじゃ）は、群馬県館林市の神社。

## 歴史
1559年（永禄2年）に創建された。上杉憲政の元家臣の大谷休泊が当地を開拓し、山の神たる大山祇命を祀る祠を建てたのが当社の起源である。当初は「大山祇神社」という社名で、別の場所に位置していたが、1699年（元禄12年）に多々良沼の南に移転した。
1908年（明治41年）の神社合祀により、近くの7社（摂末社含む）が合祀された。その際に現在地に移転し、社名も「大谷神社」に改称した。1940年（昭和15年）に「神饌幣帛料供進神社」に指定された。
1986年（昭和61年）に、大谷休泊も祭神に加えた。

## 交通アクセス
- 成島駅より徒歩7分。